# THE SALMON PINKS
THE SALMON PINKS（ざさーもんぴんくす）は、2018年にセブ・アオヤギ(ex.Atomonoculo(アトモノクロ))とエト・マキヤマ(ex.SORAMIMI)により結成された日本のロックバンドである。二人によるアコースティック編成での活動と、サポートメンバーにドラムとベースを加えバンド編成の活動を行っている。2020年にエト・マキヤマが脱退し、セブ・アオヤギのソロプロジェクトとして継続している。

## 略歴
- 2018年
  - 5月 - ライブ活動を開始。
  - シングル「SALMON PINK」をリリース。
- 2019年
  - 12月15日　ワンマンライブ@渋谷Guilty[1]。同日アルバム「PiNK RiVER」をリリース[2]。
- 2020年
  - 2月25日 【ライブハウスとマスターピース】@渋谷CLUB QUATTRO[3]
  - 6月3日　ギタリスト　エト・マキヤマ脱退[4]
  - アルバム「PiNK RiVER」を配信リリース。既存5曲と新曲「Brighter」を収録。

## メンバー

### 現メンバー
- セブ・アオヤギ (Vo/Gt)

### 元メンバー
- エト・マキヤマ (Gt/Cho)

### サポートメンバー
- ウエノハラ(Ba) ex.しなまゆ
- 渚奈子 (Dr) ex.凸凹凸凹-ルリロリ-
- Macorin (Gt) from 27〈HATANANA〉
- アスカ(Ba) from Canaria
- 永野かなた (Dr)

### 元サポートメンバー
- 小久保里沙 (Dr)
- じんさん (Dr)
- 小川達也(Ba) THE☆電車、サマンサとバスを待つ(from END&ODDS)

## ディスコグラフィ

### シングル
SALMON PINK

### アルバム
PiNK RiVER

## ライブ

### ワンマンライブ・主催イベント
2019年
12月15日　ワンマンライブ@渋谷Guilty。サポートキーボードはJICOO from THE LADY SHELTERS

### 出演フェス・イベント
2018年
7月4日 -  KNOCK ABOUT THE WORLD@下北沢ReG(東京) 出演: FATE FRICTION/Ulans/3:rise/DADA ViNCH/THE SALMON PINKS
9月4日 -  "Colorful moon"@下北沢Club Que(東京) 出演: THE SALMON PINKS/ライラグリー/Marry che LIE/Free But Sharp Pain
9月7日　HEAVEN青山(東京)
10月11日 下北沢ReG(東京)
10月15日 横浜BAYSIS(横浜)
2019年
2月19日 - POP ART TOWN 3rd Single「Theater」RELEASE Tour「はじめての遠足」@横浜BAYSIS 出演: POP ART TOWN/四丁目のアンナ/THE SALMON PINKS
11月14日 - 『tube drive』@渋谷La.mama 出演: 吉越由美 & GEEZER / ROCKSTAR ROLLERS / THE SALMON PINKS / TheScary Cats
2020年
2月25日 【ライブハウスとマスターピース】@渋谷CLUB QUATTRO
2021年
8月20日 「オーガストポップ」@渋谷GUILTY 出演: THE SALMON PINKS,ツルダノウタ
2022年
1月25日 YMS GENERATION@横浜BAYSIS 出演: THE SALMON PINKS(セットリスト),TAバンド,太郎,トリハライド,也実,Ko-sei
3月14日 第25回吉田神殿vol.1@横浜BAYSIS 出演: SOBAKASU CHARLIE/Days,near LAND/THE SALMON PINKS/桐ヶ谷賢治/太郎
4月28日 渋谷GUILTY「GUIL-JAM」 出演: 鈴木ナオト / THE SALMON PINKS(セットリスト) / 奥山汐理